# Capnioneura nemuroides
Capnioneura nemuroides är en bäcksländeart som beskrevs av Friedrich Ris 1905. Capnioneura nemuroides ingår i släktet Capnioneura och familjen småbäcksländor. Inga underarter finns listade i Catalogue of Life.